# Chirolophis nugator
Chirolophis nugator es una especie de pez del género Chirolophis, familia Stichaeidae. Fue descrita científicamente por Jordan & Williams en 1895.
Se distribuye por el Pacífico Oriental: islas Aleutianas, Alaska hasta la isla San Miguel, sur de California, EE. UU. La longitud total (TL) es de 15 centímetros. Habita en áreas rocosas intermareales y submareales. Puede alcanzar los 80 metros de profundidad.
Está clasificada como una especie marina inofensiva para el ser humano.